# サタデーパーク アマチン通り
サタデーパーク アマチン通り（サタデーパークアマチンどおり）は、1997年4月12日から2002年3月30日まで東海ラジオ放送で放送されていたラジオ番組。メインパーソナリティはアマチンこと天野鎮雄。

## 放送時間
| 期間                          | 放送時間            |
| ----------------------------- | ------------------- |
| 1997年4月12日 - 1999年10月2日 | 土曜日 7:00 - 12:00 |
| 1999年10月9日 - 2002年3月30日 | 土曜日 7:00 - 10:00 |

## 出演者
- メインパーソナリティ：天野鎮雄
- アシスタント
  - 相羽としえ （東海ラジオアナウンサー、1997年4月5日 - 2001年4月7日）
  - 奈良まなみ （東海ラジオアナウンサー、2001年4月14日 - 2002年3月30日）

## 概要
1982年4月から15年間続いた天野鎮雄の前担当番組『アマチンのラジオにおまかせ』が1997年4月改編で終了し、直後に担当枠が平日午前帯から土曜日朝〜午前帯に移ってスタートした番組である。天野ならではの、庶民目線に立った上での人間味あふれるトークが評価された。
2002年3月30日の最終回は、この番組の終了を以って1968年3月にスタートした『ミッドナイト東海』から『さん!さん!モーニング』『アマチンのラジオにおまかせ』と続けて来た東海ラジオのレギュラー出演を終えることになったため、「35年間ありがとう」として、『ラジオにおまかせ』のアシスタントだった前川徳子、森本曜子らも含めてこれまでの天野自身の番組の歴代アシスタントが総出演した。

## コーナー・タイムテーブル

### 5時間番組時代
※1997年10月当時。
7時台
- 朝一番おはようコール
- 週刊トピックス
- デパート情報
- ことわざ現代講座
- 日産フラッシュジャーナル
- ニュース・天気予報・交通情報

8時台
- ビールズのおっかけスポーツ
- ウィークエンドナビゲーション
- 交通情報
- レースガイド

9時台
- ワンダーランド香港
- 交通情報・ニュース

10時台
- なんとか頼むわドラゴンズ
- ウエディングカップル
- いい本この本立ち読み情報
- 交通情報・ニュース・天気予報

11時台
- アマチン問答電話でQ!!
  - （天野の前担当番組『アマチンのラジオにおまかせ』で行われていたコーナーを継続。）
- 好きです南信州
- リクエスト歌謡
- ニュース・天気予報・交通情報

### 3時間番組時代
※2000年10月・2001年4月当時。
7時台
- 朝一番おはようコール
- 週刊トピックス
- デパート情報
- 日産フラッシュジャーナル

8時台
- 言葉のアルバム
- 電話の向こうはどんな朝？
- 花も嵐もドラゴンズ
- 交通情報
- 思い出がいっぱい

9時台
- レースガイド
- アマチンのそこまで聞くの？
- いい本この本立ち読み情報
- ウエディングカップル
- ユーストアお買得情報